# Sund
Sund település Feröer Streymoy nevű szigetén. Közigazgatásilag Tórshavn községhez tartozik.

## Földrajzi helyzete
A település a sziget keleti oldalán, a Kaldbaksfjørður partján, Tórshavntól északra fekszik.

## Történelme
Eredetileg csak egy gazdaság volt ezen a helyen. Írásban először 1584-ből említik.

## Népessége
| Év              | Lakosság |
| --------------- | -------- |
| 1986. január 1. | 4        |
| 1991. január 1. | 5        |
| 1996. január 1. | 3        |
| 2001. január 1. | 3        |
| 2006. január 1. | 3        |

## Gazdasága
Ma itt található Feröer legnagyobb erőműve, a Sundsverkið, amely a fővárost látja el árammal.
Kikötője nagyobb hajók fogadására is alkalmas; ide érkezik Norvégiából az erőművet ellátó fűtőolaj, valamint a közeli aszfaltkeverő telephez a nyersanyagok. Ezen kívül a fjord akvakultúra-telepeit ellátó csónakok is használják.